# Norvège aux Jeux olympiques de 1912
La Norvège participe aux Jeux olympiques d'été de 1912 à Stockholm. 190 athlètes norvégiens, 188 hommes et 2 femmes, ont participé à 58 compétitions dans 14 sports. Ils y ont obtenu dix médailles : trois en or, deux en argent et cinq de bronze.

## Médailles
| Médaille | Discipline  | Épreuve                                        | Athlète | Performance | Date |
| -------- | ----------- | ---------------------------------------------- | --- | ----------- | ---- |
| Or       | Gymnastique | Système libre par équipes hommes               | Isak Abrahamsen Hans Beyer Hartmann Bjørnsen Alfred Engelsen Bjarne Johnsen Sigurd Jørgensen Knud Leonard Knudsen Alf Lie Rolf Lie Tor Lund Petter Martinsen Per Mathiesen Jacob Opdahl Nils Opdahl Bjarne Pettersen Frithjof Sælen Øistein Schirmer Georg Selenius Sigvard Sivertsen Robert Sjursen Einar Strøm Gabriel Thorstensen Thomas Thorstensen Nils Voss |             |      |
| Or       | Voile       | 8 mètres JI                                    | Thomas Aas Andreas Brecke Torleiv Corneliussen Thoralf Glad Christian Jebe |             |      |
| Or       | Voile       | 12 mètres JI                                   | Johan Anker Nils Bertelsen Eilert Falch-Lund Halfdan Hansen Arnfinn Heje Magnus Konow Alfred Larsen Petter Larsen Christian Staib Carl Thaulow |             |      |
| Argent   | Athlétisme  | Pentathlon                                     | Ferdinand Bie |             |      |
| Argent   | Tir         | Carabine libre par équipes                     | Albert Helgerud Einar Liberg Østen Østensen Olaf Sæther Ole Sæther Gudbrand Skatteboe |             |      |
| Bronze   | Gymnastique | Système suédois par équipes hommes             | Arthur Amundsen Jørgen Andersen Trygve Bøyesen Georg Brustad Conrad Christensen Oscar Engelstad Marius Eriksen Axel Henry Hansen Petter Hol Eugen Ingebretsen Olaf Ingebretsen Olof Jacobsen Erling Jensen Thor Jensen Frithjof Olsen Oscar Olstad Edvin Paulsen Carl Alfred Pedersen Paul Pedersen Rolf Robach Sigurd Smebye Torleif Torkildsen                  |             |      |
| Bronze   | Tir         | Carabine d'ordonnance à 300 m, trois positions | Engebret Skogen |             |      |
| Bronze   | Tennis      | Simple dames                                   | Molla Bjurstedt |             |      |
| Bronze   | Aviron      | embarcations quatre barré                      | Claus Höyer, Reidar Holter, Magnus Herseth, Frithiof Ostald, Olaf Björnstad |             |      |
| Bronze   | Aviron      | Quatre en pointe avec barreur                  | Henry Larsen,Mathias Torstensen, Theodor Klem, Håkon Tønsager, Ejnar Tønsager |             |      |